# Nupserha minor
Nupserha minor är en skalbaggsart som beskrevs av Maurice Pic 1939. Nupserha minor ingår i släktet Nupserha och familjen långhorningar.
Artens utbredningsområde är:
- Laos.
- Myanmar.

Inga underarter finns listade i Catalogue of Life.